# Deportes ecuestres en los Juegos Olímpicos de Berlín 1936
Los deportes ecuestres en los Juegos Olímpicos de Berlín 1936 se realizaron en tres sedes: Maifeld (doma), Döberitz (concurso completo) y Estadio Olímpico (salto) de Berlín del 12 al 16 de agosto de 1936.
En total se disputaron en este deporte seis pruebas diferentes en las disciplinas de doma, salto de obstáculos y concurso completo, en las categorías individual y por equipos. El programa de competiciones se mantuvo como en la edición pasada.

## Medallero
| Núm. | País           | Oro | Plata | Bronce | Total |
| ---- | -------------- | --- | ----- | ------ | ----- |
| 1    | Alemania       | 6   | 1     | 0      | 7     |
| 2    | Estados Unidos | 0   | 1     | 0      | 1     |
| 2    | Francia        | 0   | 1     | 0      | 1     |
| 2    | Países Bajos   | 0   | 1     | 0      | 1     |
| 2    | Polonia        | 0   | 1     | 0      | 1     |
| 2    | Rumania        | 0   | 1     | 0      | 1     |
| 7    | Austria        | 0   | 0     | 1      | 1     |
| 7    | Dinamarca      | 0   | 0     | 1      | 1     |
| 7    | Hungría        | 0   | 0     | 1      | 1     |
| 7    | Portugal       | 0   | 0     | 1      | 1     |
| 7    | Reino Unido    | 0   | 0     | 1      | 1     |
| 7    | Suecia         | 0   | 0     | 1      | 1     |
|      | TOTAL          | 6   | 6     | 6      | 18    |